# Der Mann an ihrer Seite (Film)
Der Mann an ihrer Seite ist ein deutscher Fernsehfilm der ARD aus dem Jahr 2008.

## Handlung
Eva Hübner arbeitet als Assistentin in einer Unternehmensberatung, kocht Kaffee, während ihre Ideen von ihren Vorgesetzten als deren eigene ausgegeben werden. Eines Tages erklärt ihr Mann, der Tischler Max, dass er seinen Job im Betrieb verloren hat. Am nächsten Tag wird sie in ihrer Firma befördert und soll die Planung einer Konferenz übernehmen, weil die Mitarbeiterin, die für die Konferenz eigentlich zuständig war, wegen einer Risiko-Schwangerschaft ausfällt.
Als der Hauptreferent Dr. Stein seine Teilnahme an der Konferenz kurzfristig absagt, weil er durch ein Versehen keinen Vertrag bekommen hat, erhält Eva durch ihre Hartnäckigkeit doch noch seine Zusage und freundet sich mit ihm an. In ihrer neuen Führungsposition muss Eva sich auch gegen die intrigante Assistentin Rebecca zur Wehr setzen.
Während Max mit den Tätigkeiten im Haushalt noch etwas fremdelt, haben Uwe und Jacki, die besten Freunde von Max und Eva, Nachwuchs bekommen und kommen gut mit der Situation zurecht. Max hängt noch an der klassischen Vorstellung, dass der Haushalt Frauen- und die Karriere Männersache ist.
Während Eva sich aufgeregt auf ihre erste Konferenz vorbereitet, bekommt Max einen Termin für ein Vorstellungsgespräch. Als auf der Konferenz ein Teilnehmer versehentlich seinen Kaffee über Evas Kleid schüttet, hilft Dr. Stein ihr aus der Patsche und gibt ihr Tipps gegen ihre Nervosität. Während Evas Konferenz trotz aller Widrigkeiten ein voller Erfolg wird und Dr. Stein anbietet, dass sie bei ihm anfangen kann, entpuppt sich Max’ berufliche Chance als Urlaubsvertretung in einer Fensterfabrik mit Massenfertigung. Gleichzeitig bekommt Eva von ihrem Vorgesetzten das Angebot, zur Managerin aufzusteigen und sogleich die nächste Konferenz zu übernehmen. Sie nimmt das Angebot an und schließt auch Frieden mit Rebecca, die sich immer wieder übergangen gefühlt hat, obwohl sie sich in ihren 15 Jahren in der Firma immer wieder eingebracht hat. Um den Unmut des arbeitslosen Max nicht noch weiter anzuheizen, zieht Eva sich unterwegs ihre Businesskleidung an.
Trotzdem reagiert dieser eifersüchtig, als er eines Tages Eva mit einer gemeinsamen Unternehmung überraschen will und sieht, wie sie und Dr. Stein in vertrauter Manier das Firmengebäude verlassen. Trotz ihrer Beteuerungen, dass zwischen ihr und Dr. Stein nichts läuft, wittert Max eine Affäre, als Eva den gemeinsamen Hochzeitstag vergisst. Sein Verdacht beruhigt sich nicht, als er ihr am Tag der Konferenz hinterherspioniert und er sie sowohl unterwegs beim Umziehen beobachtet, als sie nach der Konferenz zu Dr. Stein nach Hause fährt, um mit ihm auf den Erfolg der neuen Konferenz anzustoßen. Dr. Stein muss beruflich für eine Zeitlang nach Hongkong und bietet Eva an, mitzukommen, was diese jedoch ablehnt.
Als Max Eva mit seinen Beobachtungen konfrontiert und die Beziehung als gescheitert ansieht, packt Eva ihre Koffer und zieht aus. Max fertigt eine Holzskulptur zweier Liebender an und überrascht damit Eva in ihrer Firma. Er berichtet ihr von seinem Entschluss, sich selbständig zu machen, woraufhin sie ihm erzählt, dass sie schwanger ist; beide versöhnen sich.
Vier Jahre später besuchen Max und die Zwillingssöhne Eva in der Firma.

## Kritiken
„(Fernseh-)Beziehungskomödie mit Tiefgang, die Rollenklischees zur Disposition stellt und von gekränkter (Berufs-)Ehre und dem damit verbundenen Verlust des Selbstvertrauens erzählt.“